# クリスマス・ポートレイト
『クリスマス・ポートレイト』（Christmas Portrait）は、カーペンターズが1978年に発表した、初のクリスマス・アルバム。

## 解説
カレン・カーペンターは、カーペンターズとしてデビューした頃から、クリスマス・アルバムを作りたいという思いを持っていた。1977年12月、カーペンターズがテレビ番組『The Carpenters at Christmas』に出演した時、カレンとリチャード・カーペンターは、クリスマス・アルバムを作る時が来たと思い、本作を制作した。カーペンターズのオリジナル曲は「メリー・クリスマス・ダーリン」のみで、他はクリスマス・キャロルやポピュラー・ソング等を取り上げている。
収録曲のうち、「メリー・クリスマス・ダーリン」は、1970年にクリスマス・シングルとして発表された楽曲のリミックス・ヴァージョン。「サンタが街にやってくる」は、1974年発表のシングル・ヴァージョンとは別テイクで、アップ・テンポのアレンジになっている。「クリスマス・ソング」は、前述の『The Carpenters at Christmas』のために録音され、後にシングル・カットされた。
「アヴェ・マリア」は、シューベルト版とグノー版の両方を録音することも検討されたが、レコーディングの時間がなかったため、グノー版が選ばれた。本来はオーケストラの演奏とコーラスで始まる編曲だったが、コーラスを録音したテープを紛失したため、オリジナル盤発売当時はコーラスなしのヴァージョンが収録された。後年、テープが発見され、ボックス・セット『フロム・ザ・トップ』（1991年）に、コーラスを含むヴァージョンが収録された。
カレンの死後、リチャードは2作目のクリスマス・アルバム『オールド・ファッションド・クリスマス』を1984年にリリース。1996年には、2作のクリスマス・アルバムを抱き合わせたコンピレーションCD『クリスマス・コレクション』が日本で発売された。同コンピレーションでは、ディスク1で本作がオリジナル盤と同じ曲順で収録されているが、ほとんどの楽曲に新たなリミックスが施された。

## 収録曲
1. 久しく待ちにし - "O Come, O Come, Emmanuel" - 0:28
2. 序曲 - "Overture" - 4:38
  - ひいらぎかざろう - "Deck the Halls"
  - アイ・ソー・スリー・シップス - "I Saw Three Ships"
  - メリー・リトル・クリスマス - "Have Yourself a Merry Little Christmas"
  - メリー・ジェントルメン - "God Rest Ye Merry Gentlemen"
  - 神の御子 イエス様は - "Away in a Manger"
  - グリーンスリーヴス - "What Child Is This? (Greensleeves)"
  - キャロル・オブ・ザ・ベルズ - "Carol of the Bells"
  - 神の御子は今宵しも - "O Come All Ye Faithful"
3. クリスマス・ワルツ - "The Christmas Waltz" - 2:15
4. 楽しいそり遊び - "Sleigh Ride" - 2:39
5. クリスマス・タイム / 夢の中に - "It's Christmas Time" / "Sleep Well, Little Children" - 2:53
6. メリー・リトル・クリスマス - "Have Yourself a Merry Little Christmas" - 3:55
7. サンタが街にやってくる - "Santa Claus is Comin' to Town" - 1:05
8. クリスマス・ソング - "The Christmas Song (Chestnuts Roasting on an Open Fire)" - 3:39
9. きよしこの夜 - "Silent Night" - 3:39
10. ジングル・ベル - "Jingle Bells" - 1:10
11. ファースト・スノウ・フォール / レット・イット・スノウ - "First Snowfall" / "Let It Snow, Let It Snow, Let It Snow" - 3:35
12. キャロル・オブ・ザ・ベルズ - "Carol of the Bells" - 1:39
13. メリー・クリスマス・ダーリン - "Merry Christmas Darling" - 3:05
14. クリスマスはわが家で - "I'll Be Home for Christmas" - 3:48
15. 主は生まれ給いぬ - "Christ is Born" - 3:13
16. ウィンター・ワンダーランド / シルヴァー・ベルズ / ホワイト・クリスマス - "Winter Wonderland" / "Silver Bells" / "White Christmas" - 5:31
17. アヴェ・マリア - "Ave Maria" - 2:35

## 参加ミュージシャン
- カレン・カーペンター - ボーカル
- リチャード・カーペンター - ボーカル、キーボード、編曲
- ピート・ジョリー - キーボード
- ジョー・オズボーン - ベース
- ロン・タット - ドラムス
- カビー・オブライエン - ドラムス
- The Tom Bahler Chorale - コーラス
- ピーター・ナイト - 編曲
- ビリー・メイ - 編曲